# Saint-Sulpice, Maine-et-Loire

Saint-Sulpice este o comună în departamentul Maine-et-Loire, Franța. În 2009 avea o populație de 178 de locuitori.